# Грибановский район
Гриба́новский райо́н — административно-территориальная единица (район) и муниципальное образование (муниципальный район) на северо-востоке Воронежской области России.
Административный центр — посёлок городского типа Грибановский.

## География
Грибановский район расположен в северо-восточной части Воронежской области, граничит с Тамбовской областью, а также Поворинским, Новохопёрским, Аннинским и Терновским муниципальными районами и Борисоглебским городским округом Воронежской области.
Общая площадь территории Грибановского муниципального района составляет 2015,64 км².

### Природа
Район находится на территории Среднерусской возвышенности, в зоне умеренно континентального климата с жарким летом и холодной зимой, относится к лесостепной зоне, характерно наличие лесов небольшими массивами и степной травянистой растительности. Общая площадь Грибановского района составляет 201,5 тыс. га, лесные ресурсы расположены
на площади 39,09 тыс. га или 19 %. Основную площадь лесов занимает Теллермановская роща.
По территории района протекает 7 малых рек: Хопёр, Ворона, Савала, Карачан, Елань, Алабушка, Таволжанка, речные долины которых расположены в меридиональном направлении и пересекают район с севера на юг. Протяжённость малых рек составляет около 200 км.

## История
Район образован 18 января 1935 года в составе Воронежской области в результате разукрупнения Борисоглебского района. С 6 января 1954 года до 19 ноября 1957 года был в Балашовской области.
В 1960 году в состав района вошла территория упразднённого Алешковского района, в 1963 году — Верхне-Карачанского и Терновского районов.
В 1964 году Терновский район был восстановлен, в него была включена также территория бывшего Алешковского района.
Законом Воронежской области «Об установлении границ, наделении соответствующим статусом, определении административных центров муниципальных образований: Грибановского, Каширского, Острогожского, Семилукского, Таловского, Хохольского районов и города Нововоронеж.» от 02.12.2004 N 88-ОЗ Грибановский район наделён статусом муниципального района.
31 июля 2020 года депутаты райсовета проголосовали за назначение Сергея Ткаченко на должность главы администрации Грибановского района. Он сменил на посту Алексея Рыженина, который досрочно сложил полномочия в связи с переходом на пост руководителя управления развития предпринимательства, потребительского рынка и инновационной политики Воронежа.

## Население
| 1989    | 2002    | 2009    | 2010    | 2011    | 2012    | 2013    |
| ------- | ------- | ------- | ------- | ------- | ------- | ------- |
| 42 735  | ↘39 648 | ↘35 394 | ↘33 073 | ↘32 933 | ↘32 378 | ↘31 830 |
| 2014    | 2015    | 2016    | 2017    | 2018    | 2021    | 2025    |
| ↘31 412 | ↘31 100 | ↘30 751 | ↘30 479 | ↘30 102 | ↘28 871 | ↘28 076 |

### Урбанизация
В городских условиях (пгт Грибановский) проживают  51,59 % населения района.

### Национальный состав
По итогам переписи населения 2020 года проживали следующие национальности (национальности менее 0,1 % и другое, см. в сноске к строке «Другие»):
| Национальность | Численность, чел. | Доля     |
| -------------- | ----------------- | -------- |
| Русские        | 26 879            | 93,10 %  |
| Таджики        | 472               | 1,63 %   |
| Хемшилы        | 335               | 1,16 %   |
| Цыгане         | 253               | 0,88 %   |
| Курды          | 157               | 0,54 %   |
| Узбеки         | 115               | 0,40 %   |
| Турки          | 81                | 0,28 %   |
| Украинцы       | 65                | 0,23 %   |
| Азербайджанцы  | 46                | 0,16 %   |
| Татары         | 45                | 0,16 %   |
| Чеченцы        | 43                | 0,15 %   |
| Армяне         | 35                | 0,12 %   |
| Киргизы        | 32                | 0,11 %   |
| Другие         | 313               | 1,08 %   |
| Итого          | 28 871            | 100,00 % |

## Муниципально-территориальное устройство
В Грибановский муниципальный район входят 17 муниципальных образований, в том числе 1 городское и 16 сельских поселений:
| №  | Муниципальное образование            | Административный центр | Количество населённых пунктов | Население | Площадь, км2 |
| -- | ------------------------------------ | ---------------------- | ----------------------------- | --------- | ------------ |
| 1  | Грибановское городское поселение     | пгт Грибановский       | 2                             | ↘14 611   | 262,35       |
| 2  | Алексеевское сельское поселение      | село Алексеевка        | 3                             | ↘445      | 57,82        |
| 3  | Большеалабухское сельское поселение  | село Большие Алабухи   | 3                             | ↘699      | 110,32       |
| 4  | Васильевское сельское поселение      | село Васильевка        | 2                             | ↘498      | 68,40        |
| 5  | Верхнекарачанское сельское поселение | село Верхний Карачан   | 3                             | ↘2902     | 216,59       |
| 6  | Калиновское сельское поселение       | село Калиново          | 4                             | ↘220      | 61,51        |
| 7  | Кирсановское сельское поселение      | село Кирсановка        | 2                             | ↘832      | 80,26        |
| 8  | Краснореченское сельское поселение   | село Краснореченка     | 1                             | ↘287      | 36,91        |
| 9  | Кутковское сельское поселение        | село Кутки             | 2                             | ↘578      | 108,29       |
| 10 | Листопадовское сельское поселение    | село Листопадовка      | 5                             | ↘2462     | 217,54       |
| 11 | Малоалабухское сельское поселение    | село Малые Алабухи 1-е | 4                             | ↘1142     | 149,28       |
| 12 | Малогрибановское сельское поселение  | село Малая Грибановка  | 2                             | ↘763      | 107,70       |
| 13 | Нижнекарачанское сельское поселение  | село Нижний Карачан    | 2                             | ↘1826     | 164,28       |
| 14 | Новогольеланское сельское поселение  | село Новогольелань     | 3                             | ↘774      | 118,71       |
| 15 | Новогольское сельское поселение      | село Новогольское      | 2                             | ↘692      | 116,70       |
| 16 | Новомакаровское сельское поселение   | село Новомакарово      | 2                             | ↘564      | 57,30        |
| 17 | Посевкинское сельское поселение      | село Посевкино         | 2                             | ↘398      | 81,67        |

## Населённые пункты
В районе 44 населённых пункта:
| №  | Населённый пункт                                       | Тип     | Население | Муниципальное образование            |
| -- | ------------------------------------------------------ | ------- | --------- | ------------------------------------ |
| 1  | Алексеевка                                             | село    | 492       | Алексеевское сельское поселение      |
| 2  | Бирючий                                                | посёлок | 13        | Калиновское сельское поселение       |
| 3  | Большие Алабухи                                        | село    | 626       | Большеалабухское сельское поселение  |
| 4  | Васильевка                                             | село    | ↘580      | Васильевское сельское поселение      |
| 5  | Верхний Затон                                          | посёлок | 18        | Большеалабухское сельское поселение  |
| 6  | Верхний Карачан                                        | село    | ↘1977     | Верхнекарачанское сельское поселение |
| 7  | Власовка                                               | село    | 147       | Большеалабухское сельское поселение  |
| 8  | Грибановский                                           | пгт     | ↘14 485   | Грибановское городское поселение     |
| 9  | Дмитриевка                                             | село    | ↘96       | Калиновское сельское поселение       |
| 10 | Дмитриевка 2-я                                         | посёлок | 10        | Верхнекарачанское сельское поселение |
| 11 | Емельяновка                                            | посёлок | 35        | Кирсановское сельское поселение      |
| 12 | Калиново                                               | село    | 139       | Калиновское сельское поселение       |
| 13 | Кирсановка                                             | село    | ↘912      | Кирсановское сельское поселение      |
| 14 | Красная Заря                                           | посёлок | 18        | Малоалабухское сельское поселение    |
| 15 | Краснореченка                                          | село    | ↘287      | Краснореченское сельское поселение   |
| 16 | Красовка                                               | деревня | 148       | Листопадовское сельское поселение    |
| 17 | Кутки                                                  | село    | ↘470      | Кутковское сельское поселение        |
| 18 | Лавровка                                               | село    | ↘142      | Листопадовское сельское поселение    |
| 19 | Листопадовка                                           | село    | ↘2286     | Листопадовское сельское поселение    |
| 20 | Малая Грибановка                                       | село    | 728       | Малогрибановское сельское поселение  |
| 21 | Малые Алабухи 1-е                                      | село    | 974       | Малоалабухское сельское поселение    |
| 22 | Малые Алабухи 2-е                                      | село    | 257       | Малоалабухское сельское поселение    |
| 23 | Маяк                                                   | посёлок | 0         | Нижнекарачанское сельское поселение  |
| 24 | Межевихин                                              | посёлок | 21        | Алексеевское сельское поселение      |
| 25 | Нижний Карачан                                         | село    | ↘1908     | Нижнекарачанское сельское поселение  |
| 26 | Новая Жизнь                                            | посёлок | 34        | Новомакаровское сельское поселение   |
| 27 | Новогольелань                                          | село    | ↘639      | Новогольеланское сельское поселение  |
| 28 | Новогольское                                           | село    | ↘709      | Новогольское сельское поселение      |
| 29 | Новомакарово                                           | село    | 663       | Новомакаровское сельское поселение   |
| 30 | Новоспасовка                                           | село    | 47        | Новогольеланское сельское поселение  |
| 31 | Поляна                                                 | село    | 253       | Листопадовское сельское поселение    |
| 32 | Посевкино                                              | село    | 143       | Посевкинское сельское поселение      |
| 33 | Посёлок Первомайского отделения совхоза «Грибановский» | посёлок | 232       | Малогрибановское сельское поселение  |
| 34 | Посёлок совхоза «Павловка»                             | посёлок | 341       | Посевкинское сельское поселение      |
| 35 | Савельевский                                           | посёлок | 62        | Калиновское сельское поселение       |
| 36 | Симкин                                                 | посёлок | 1         | Алексеевское сельское поселение      |
| 37 | Средний Карачан                                        | село    | ↘1091     | Верхнекарачанское сельское поселение |
| 38 | Старогольское                                          | село    | ↘116      | Новогольское сельское поселение      |
| 39 | Таволжанка                                             | село    | ↘21       | Васильевское сельское поселение      |
| 40 | Теллермановский                                        | посёлок | ↘139      | Грибановское городское поселение     |
| 41 | Тихвинка                                               | село    | ↘175      | Кутковское сельское поселение        |
| 42 | Тупки                                                  | посёлок | 8         | Листопадовское сельское поселение    |
| 43 | Хомутовка                                              | село    | 292       | Новогольеланское сельское поселение  |
| 44 | Чичерино                                               | посёлок | 22        | Малоалабухское сельское поселение    |

## Экономика
Экономика района аграрного направления. Площадь пашни насчитывает 110,0 тыс. га. АПК района насчитывает 14 крупных сельскохозяйственных предприятий и 104 КФХ. Большая часть предприятий специализируется на производстве зерна, сахарной свёклы, подсолнечника, а также молока и мяса.
Промышленность района представлена предприятиями трёх отраслей: пищевой и перерабатывающей, машиностроения и металлообработки, деревообрабатывающей.

## Достопримечательности
На территории района находится 5 церквей [какие?], в селе Новомакарово — монастырь Серафима Саровского .